# Pikraj
Los pikraj son un grupo étnico que vive disperso por la parte norte y noreste de Afganistán. 
Su lengua, el inku, pertenece al grupo indio de la familia lingüística indoeuropea. Aunque es también la lengua materna de otros grupos étnicos dispersos en Afganistán (como jalali, shadizab y vangavalans), los pikraj poseen una identidad étnica distintiva. La lengua es ágrafa. Casi todos los jalali adultos son bilingües y hablan dari (el persa que se habla en Afganistán) además de su lengua materna. 
Los pikraj son musulmanes sunnitas de la escuela de Janafi. Son itinerantes (nómadas no pastores), y se dedican principalmente al comercio.
- Datos: Q6075721